# Ghosts 'n Goblins
Cet article concerne la série de jeux vidéo. Pour le premier jeu de cette série, voir Ghosts 'n Goblins (jeu vidéo).
Ghosts 'n Goblins 魔界村 (Makaimura) est une série de jeux vidéo de plates-formes développée et éditée par Capcom. Ghosts 'n Goblins, le jeu d'arcade originel sort en septembre 1985, puis est porté sur de nombreuses plates-formes. Il donne alors naissance à plusieurs suites, des spin-off, ainsi que des séries dérivées intitulées Gargoyle's Quest et Maximo, composées de plusieurs jeux. La première ainsi que la série principale[pas clair] sont créées par Tokuro Fujiwara.
La série principale est composée de nombreux jeux, et se concentre sur la quête du chevalier Arthur consistant à sauver la princesse du roi démon.
La série dans son ensemble s'est vendue à plus de 4,4 millions d'unités et constitue la 8e franchise de jeux Capcom la plus vendue. Elle est réputée pour son haut niveau de difficulté.

## Liste de jeux
| 1985 | Ghosts 'n Goblins                       |
| 1986 |                                         |
| 1987 |                                         |
| 1988 | Ghouls 'n Ghosts                        |
| 1989 |                                         |
| 1990 | Gargoyle's Quest                        |
| 1991 | Super Ghouls 'n Ghosts                  |
| 1992 | Gargoyle's Quest II: The Demon Darkness |
| 1993 |                                         |
| 1994 | Demon's Crest                           |
| 1995 |                                         |
| 1996 | Nazo Makaimura: Incredible Toons        |
| 1997 |                                         |
| 1998 |                                         |
| 1999 | Makaimura for WonderSwan                |
| 2000 | Puzzle Ghosts 'n Goblins                |
| 2001 |                                         |
| 2002 | Puzzle Ghosts 'n Goblins Revenge        |
| 2002 | Choumakaimura R                         |
| 2002 | Maximo                                  |
| 2003 | Maximo vs. Army of Zin                  |
| 2004 | Puzzle Ghosts 'n Goblins Final          |
| 2005 |                                         |
| 2006 | Ultimate Ghosts 'n Goblins              |
| 2007 | Gokumakaimura Kai                       |
| 2008 |                                         |
| 2009 | Ghosts 'n Goblins: Gold Knights         |
| 2010 | Ghosts 'n Goblins: Gold Knights II      |

- Série principale
- Sous-série : Gargoyle's Quest
- Sous-série : Maximo
- Hors série
- Remake

### Série principale

#### Ghosts 'n Goblins
Ghosts 'n Goblins est un jeu de plates-formes développé et édité par Capcom en 1985 sur borne d'arcade. Il est porté sur de très nombreuses plates-formes, par exemple sur Amiga, Amstrad CPC, Atari ST, Commodore 64, NES, Game Boy Color, PC, MSX, ou ZX Spectrum,.

#### Ghouls 'n Ghosts
Ghouls 'n Ghosts est un jeu de plates-formes développé et édité par Capcom en 1988 sur borne d'arcade. Il est adapté sur de nombreuses plates-formes comme sur Amiga, Amstrad CPC, Atari ST, Commodore 64, Sharp X68000, Saturn, Xbox, PlayStation, PlayStation 2, PlayStation Portable, Master System, Mega Drive, ou ZX Spectrum. L'adaptation sur Master System est une version légèrement différente du jeu d'arcade original.

#### Super Ghouls 'n Ghosts
Super Ghouls 'n Ghosts est un jeu de plates-formes développé et édité par Capcom en 1991 sur Super Nintendo. Un remake est sorti sur Game Boy Advance en 2002 au Japon sous le titre Choumakaimura R.

#### Makaimura for WonderSwan
Makaimura for WonderSwan est un jeu de plates-formes développé par Capcom et édité par Bandai sur WonderSwan.

#### Ultimate Ghosts 'n Goblins
Ultimate Ghosts 'n Goblins est un jeu de plates-formes développé et édité par Capcom sur PlayStation Portable en 2006. Il s'agit du premier jeu de la série à proposer des graphismes en trois dimensions, tout en conservant le gameplay 2D des volets précédents. Cet épisode marque aussi le retour de Tokuro Fujiwara aux commandes de la série. Un remake est sorti sur PlayStation Portable en 2007 au Japon sous le titre Gokumakaimura Kai.

#### Ghosts 'n Goblins: Gold Knights
Ghosts 'n Goblins: Gold Knights est un jeu de plates-formes développé et édité par Capcom en 2009 sur iOS, Android et téléphone mobile (BREW, J2ME).

#### Ghosts 'n Goblins: Gold KnightsII
Ghosts 'n Goblins: Gold Knights II est un jeu de plates-formes développé et édité par Capcom en 2010 sur iOS.

#### Ghosts 'n Goblins Resurrection
Ghosts 'n Goblins Resurrection est un jeu de plates-formes développé et édité par Capcom en 2021 sur Nintendo Switch.

### SérieGargoyle's Quest

#### Gargoyle's Quest
Gargoyle's Quest est un jeu d'action-aventure développé et édité par Capcom en 1990 sur Game Boy. Il est dérivé de la série Ghosts 'n Goblins et le premier jeu de la série.

#### Gargoyle's QuestII:The Demon Darkness
Gargoyle's Quest II: The Demon Darkness est un jeu d'action-aventure développé et édité par Capcom en 1992 sur NES et sur Game Boy.

#### Demon's Crest
Demon's Crest est un jeu de plates-formes développé et édité par Capcom en 1994 sur Super Nintendo,.

### SérieMaximo

#### Maximo
Maximo est un jeu d'action-aventure développé par Capcom Digital Studios et édité par Capcom en 2001 sur PlayStation 2. Il est librement adapté de la série Ghosts 'n Goblins et le premier jeu de la série.

#### Maximo vs. Army of Zin
Maximo vs. Army of Zin est un jeu d'action-aventure développé par Capcom Production Studio 8 et édité par Capcom en 2003 sur PlayStation 2.

### Divers jeux

#### Nazo Makaimura: Incredible Toons
Nazo Makaimura: Incredible Toons est un jeu de puzzle sorti en 1996 sur Saturn et PlayStation, uniquement au Japon. C'est une adaptation sous licence du jeu vidéo intitulé Sid and Al's Incredible Toons dans l'univers de Ghosts 'n Goblins,.

#### Ghost Trick
Ghost Trick est un mini-jeu sur le thème de Ghosts 'n Goblins inclus dans le jeu SNK vs. Capcom: The Match of the Millennium sorti en 1999 sur Neo-Geo Pocket Color.

#### SériePuzzle Ghosts 'n Goblins
Ghosts 'n Goblins est adapté sur téléphone mobile sous forme de trois jeux de puzzle, sous les titres Puzzle Ghosts 'n Goblins, Puzzle Ghosts 'n Goblins Revenge, et Puzzle Ghosts 'n Goblins Final, respectivement sortis en 2001, 2002, et 2004,,.

#### Ghouls 'n Ghosts Online
Ghouls 'n Ghosts Online est un MMORPG en 3D développé par Terazona sur PC, PlayStation 2, Xbox, et GameCube. mais annulé en 2004. Sur de nombreux écrans fixes se succédant, Arthur doit déplacer des blocs pouvant l'être dans un seul sens, afin de retrouver une clef, atteindre une porte dans le but de délivrer sa dulcinée.

#### Ghouls 'n Ghosts Match Fight
Ghouls 'n Ghosts Match Fight est un jeu vidéo annulé en 2007.

## Adaptations

### Caméos et apparitions des personnages

#### Divers jeux vidéo
- Pirate Ship Higemaru
- Black Tiger
- Breath of Fire
- Cannon Spike
- Zack et Wiki : Le Trésor de Barbaros
- We Love Golf!
- Dead Rising 2
- Super Smash Bros. Ultimate (costume Mii)

#### SérieMega Man
- Mega Man 7
- Mega Man: The Power Battle
- Mega Man Powered Up
- Mega Man Universe

#### SérieX Capcom
- Namco x Capcom
- Project X Zone

#### Sérievs. Capcom
- Marvel vs. Capcom: Clash of Super Heroes
- SNK vs. Capcom: The Match of the Millennium
- SNK vs. Capcom: SVC Chaos
- Tatsunoko vs. Capcom: Cross Generation of Heroes
- Marvel vs. Capcom 3: Fate of Two Worlds
- Ultimate Marvel vs. Capcom 3
- Marvel vs. Capcom: Infinite